# Eric Kitolano
Eric Bugale Kitolano (Uvira, 2 settembre 1997) è un calciatore norvegese, centrocampista del Lillestrøm.

## Biografia
Ha due fratelli, entrambi calciatori professionisti: John e Joshua.

## Carriera

### Club
Kitolano è cresciuto nelle giovanili del Gulset, squadra per cui ha giocato anche in 5. divisjon. In seguito è stato ingaggiato dall'Odd, che lo ha inizialmente aggregato alle proprie giovanili. È stato poi inserito in prima squadra, senza disputare alcuna partita ufficiale.
In vista della stagione 2017, Kitolano è passato al Notodden, in 2. divisjon. Ha debuttato in squadra il 22 aprile, subentrando ad Even Parkstad Johansen nella sconfitta per 0-1 contro l'Egersund. L'8 luglio 2017 ha siglato le prime reti, con una doppietta nella vittoria per 3-0 sul Byåsen.
Il 20 dicembre 2017 è stato annunciato il suo approdo all'Ullensaker/Kisa, legandosi con un contratto biennale. Ha debuttato in 1. divisjon il 2 aprile 2018, sostituendo Martin Torp nel pareggio interno per 1-1 contro l'HamKam. Il 17 giugno seguente ha segnato la prima rete, nella vittoria per 1-5 sul campo dell'Åsane.
Il 6 gennaio 2020 si è trasferito al Tromsø, all'epoca militante in 1. divisjon, firmando un contratto biennale. Ha giocato la prima partita in squadra il 3 luglio seguente, sostituendo Magnus Andersen nella vittoria interna per 1-0 sul Raufoss. Il 13 luglio 2020 ha realizzato il primo gol, sancendo il successo per 1-0 sullo Strømmen. Ha contribuito alla promzione della squadra, arrivata al termine di quella stessa annata.
Il 9 maggio 2021 ha quindi debuttato in Eliteserien, schierato titolare nella sconfitta per 3-0 arrivata in casa del Bodø/Glimt. Il 13 maggio successivo ha siglato la prima rete nella massima divisione locale, nel 3-3 casalingo contro il Molde.
Il 6 gennaio 2023 ha firmato un accordo triennale con il Molde. Il 10 aprile ha quindi giocato il primo incontro in Eliteserien, sostituendo Ola Brynhildsen nella sconfitta per 1-0 subita in casa della sua ex squadra del Tromsø. Il successivo 15 luglio ha realizzato il primo gol, nella vittoria per 0-4 in casa del Vålerenga.
Il 25 luglio 2023 ha giocato la prima partita nelle competizioni UEFA per club: è stato schierato titolare nella sconfitta per 1-0 in casa dell'HJK, sfida valida per le qualificazioni all'Europa Conference League.
Il 27 febbraio 2024 si è trasferito al Lillestrøm, compagine a cui si è legato con un contratto triennale.

### Nazionale
Ha giocato nella nazionale norvegese Under-18.

## Statistiche

### Presenze e reti nei club
Statistiche aggiornate al 27 febbraio 2024.
| Stagione               | Club                   | Campionato             | Campionato | Campionato | Coppe nazionali | Coppe nazionali | Coppe nazionali | Coppe continentali | Coppe continentali | Coppe continentali | Supercoppe | Supercoppe | Supercoppe | Totale | Totale |
| Stagione               | Club                   | Comp                   | Pres       | Reti       | Comp            | Pres            | Reti            | Comp               | Pres               | Reti               | Comp       | Pres       | Reti       | Pres   | Reti   |
| ---------------------- | ---------------------- | ---------------------- | ---------- | ---------- | --------------- | --------------- | --------------- | ------------------ | ------------------ | ------------------ | ---------- | ---------- | ---------- | ------ | ------ |
| 2013                   | Gulset                 | 5D                     | 12         | 3          | -               | -               | -               | -                  | -                  | -                  | -          | -          | -          | 12     | 3      |
| 2015                   | Odd                    | ES                     | 0          | 0          | CN              | 0               | 0               | UEL                | 0                  | 0                  | -          | -          | -          | 0      | 0      |
| 2016                   | Odd                    | ES                     | 0          | 0          | CN              | 0               | 0               | UEL                | 0                  | 0                  | -          | -          | -          | 0      | 0      |
| Totale Odd             | Totale Odd             | Totale Odd             | 0          | 0          |                 | 0               | 0               |                    | 0                  | 0                  |            | -          | -          | 0      | 0      |
| 2017                   | Notodden               | 2D                     | 21+4       | 4+0        | CN              | 3               | 0               | -                  | -                  | -                  | -          | -          | -          | 28     | 4      |
| 2018                   | Ullensaker/Kisa        | 1D                     | 30+1       | 2+0        | CN              | 3               | 1               | -                  | -                  | -                  | -          | -          | -          | 34     | 3      |
| 2019                   | Ullensaker/Kisa        | 1D                     | 30         | 4          | CN              | 2               | 1               | -                  | -                  | -                  | -          | -          | -          | 32     | 5      |
| Totale Ullensaker/Kisa | Totale Ullensaker/Kisa | Totale Ullensaker/Kisa | 60+1       | 6+0        |                 | 5               | 2               |                    | -                  | -                  |            | -          | -          | 66     | 8      |
| 2020                   | Tromsø                 | 1D                     | 28         | 11         | -               | -               | -               | -                  | -                  | -                  | -          | -          | -          | 28     | 11     |
| 2021                   | Tromsø                 | ES                     | 28         | 4          | CN              | 2               | 0               | -                  | -                  | -                  | -          | -          | -          | 30     | 4      |
| 2022                   | Tromsø                 | ES                     | 29         | 13         | CN              | 5               | 3               | -                  | -                  | -                  | -          | -          | -          | 34     | 16     |
| Totale Tromsø          | Totale Tromsø          | Totale Tromsø          | 85         | 28         |                 | 7               | 3               |                    | -                  | -                  |            | -          | -          | 92     | 31     |
| 2023                   | Molde                  | ES                     | 23         | 4          | CN              | 5               | 2               | UCL+UEL            | 4+5                | 0+1                | -          | -          | -          | 37     | 7      |
| 2024                   | Lillestrøm             | ES                     | 0          | 0          | CN              | 0               | 0               | -                  | -                  | -                  | -          | -          | -          | 0      | 0      |
| Totale                 | Totale                 | Totale                 | 201+5      | 45+0       |                 | 20              | 7               |                    | 9                  | 1                  |            | -          | -          | 235    | 53     |

## Palmarès

### Club

#### Competizioni nazionali
- Coppa di Norvegia: 1

Molde: 2023